# سبيس تون الكورية
سبيس تون الكورية (بالإنجليزية: Spacetoon Korea)‏ قناة تلفزيون كورية ضمن مجموعة سبيس تون متخصصة في الرسوم المتحركة وبرامج الأطفال، بدأت بالبث 1 أبريل عام 2006 سبيس تون كوريا هو جزء من سلسلة سبيس تون من القنوات التي تسعى جاهدة للحفاظ على الأخلاق نفسها والمفاهيم التعليمية لسبيس تون.. لغة البث الكورية. والقناة لها عشرة كواكب تحدد اصناف الرسوم المتحركة مع العمر.

## كواكب سبيس تون
- أكشن (كوكب الاثارة والغموض) لمسلسلات الحركة والاثارة.
- مغامرات (كوكب الخيال والتشويق) لمسلسلات المغامرات.
- رياضة (كوكب التحدي والقوة) لمسلسلات وبرامج الرياضة.
- زمردة (كوكب للبنات فقط) لمسلسلات وبرامج البنات.
- بونبون (كوكب الابطال الكبار) لمسلسلات الأطفال
- تاريخ (كوكب من قديم الزمان) للمسلسلات التاريخية.
- علوم (كوكب الاكتشاف والمعرفة) للبرامج التثقيفية.
- ابجد (كوكب الأرقام والحروف) للبرامج التعليمية.
- كوميديا (الكوكب الضاحك) لمسلسلات الكوميديا.
- أفلام (كوكب من كل الألوان) لأفلام الكارتون.